# زغالک کاج
زغالک کاج (نام علمی: Fusarium circinatum) نام یک گونه از سرده فیوزاریم است.